# Hoplitendemis
Hoplitendemis là một chi bướm đêm thuộc phân họ Olethreutinae, họ Tortricidae Tortricidae.

## Các loài
- Hoplitendemis centraspis Diakonoff, 1973
- Hoplitendemis erebodes Diakonoff, 1973
- Hoplitendemis inauditana Kuznetzov, 1988
- Hoplitendemis pogonopoda Diakonoff, 1973